# Tempest 2000
Tempest 2000 è un videogioco sparatutto sviluppato originariamente da Llamasoft e pubblicato da Atari Corporation per l'Atari Jaguar in Nord America il 13 aprile 1994. Successivamente, è stato distribuito in Europa il 27 giugno e in Giappone il 15 dicembre dello stesso anno, dove è stato pubblicato dalla Mumin Corporation. Si tratta di un remake di Jeff Minter del gioco arcade Tempest (1981), di Dave Theurer, che utilizzava la tecnologia di visualizzazione a colori di QuadraScan, di Atari.
Prendendo il controllo della navicella spaziale: Blaster - a forma di artiglio - del gioco originale, il giocatore deve sopravvivere e viaggiare attraverso i livelli, fino alla fine di una guerra intergalattica, combattendo contro una varietà di nemici che appaiono sul campo di gioco. Originariamente un'esclusiva per Jaguar, Tempest 2000 è stato portato anche su DOS, Macintosh, Saturn, PlayStation e Windows (ciascuno con diverse modifiche e aggiunte rispetto alla versione originale).
Il gioco è stato acclamato dalla critica quando è stato pubblicato su Jaguar, con i critici che hanno elogiato la grafica, il gameplay e la colonna sonora. È spesso considerato come uno dei migliori giochi usciti per la Jaguar e dal 1º aprile 1995, la stessa versione ha venduto oltre 30 000 copie durante la sua permanenza sul mercato videoludico, rendendolo uno dei giochi più venduti per il sistema. Altre versioni hanno ricevuto una ricezione positiva, sebbene non siano state ben accolte come la versione originale.

## Modalità di gioco
Tempest 2000 modifica il gameplay del gioco originale aggiungendo potenziamenti, livelli di bonus, tipi di nemici più sofisticati e design di livello web selvaggiamente variabili. Il gioco presenta un totale di 100 livelli web, con nuovi colori e varianti di fotogrammi ad ogni 16 livelli completati. In tutte le versioni, i progressi vengono automaticamente salvati dopo aver completato un paio di livelli e i giocatori possono riprendere usando: Chiavi per tornare all'ultima fase in cui il gioco è stato salvato. Ci sono anche tre modalità di gioco oltre al gioco principale. Completando tutti i 100 livelli web in Tempest 2000, si sblocca la "Modalità bestia": un'impostazione di difficoltà più difficile in cui i nemici si muovono più velocemente, sparano più spesso e sono più resistenti ai colpi del giocatore; inoltre, la nave del giocatore spara ad una velocità inferiore rispetto alla difficoltà basale.

### Obiettivo
L'obiettivo principale del gioco è sopravvivere e guadagnare più punti per quanto più tempo possibile, cancellando il campo di gioco sullo schermo dai nemici che compaiono nella parte inferiore della rete. La nave del giocatore ha una capacità di fuoco rapido per abbattere velocemente i nemici all'interno dello stesso segmento in cui è posizionato il quest'ultimo. La nave è inoltre dotata di una bomba intelligente di Superzapper, la quale distrugge tutti i nemici attuali sul campo di battaglia, mentre ricarica il Superzapper e, utilizzandolo una seconda volta, distrugge un nemico casuale sullo schermo.

### Differenze
Tra le novità di Tempest 2000 vi sono i potenziamenti, che appaiono come oggetti poligonali a forma di capsula dopo aver distrutto un determinato numero di nemici o proiettili di questi ultimi. Catturare il potenziamento attiverà una capacità - di una serie - progressivamente più utile - come il laser a particelle, che migliora la potenza di fuoco della nave e consente un'eliminazione di nemici molto più rapida, oltre alle punte lasciate da Spikers. Il salto consente al giocatore di andare fuori dalla rete per evitare il fuoco incrociato e i nemici che viaggiano lungo il bordo del campo di battaglia - come la fuseball (palla di miccia) e gli attacchi elettrificati delle Pulsar. AI Droid (droide a intelligenza artificiale) è una nave vettoriale autonoma che appare fluttuando sopra la rete e spara ai nemici; inoltre, prendendo un power-up mentre si passa a un nuovo livello, verrà riprodotto un suono sempre più acuto di una voce che urla: "Yes! Yes! Yes!" e dopo essere arrivato al livello successivo, il primo potenziamento che il giocatore riceverà sarà l'AI Droid.
Un'altra novità del gioco sono i gettoni bonus Warp, i quali consentono al giocatore di accedere a uno dei tre tipi di livelli bonus dopo aver raccolto tre gettoni e completato il livello. Il completamento del livello bonus garantisce 25.000 punti e il giocatore avanza di cinque livelli, ma il fallimento porta il giocatore in avanti un solo livello. Outta here! ("Fuori di qui!") è un potenziamento che appare in modo casuale e la sua raccolta distruggerà tutti i nemici sullo schermo, portando il giocatore al livello successivo; tuttavia, le punte lasciate dagli Spikers non saranno eliminate, quindi è possibile perdere una vita colpendone una mentre la nave passa al livello successivo. Un altro potenziamento regala al giocatore 2.000 punti bonus.
Altre modalità includono Tempest Tradizionale: una ricreazione del gioco arcade originale. Tempest Plus è un mix tra le modalità Tradizionale, Tempest 2000 e Tempest Duel: una modalità a due giocatori contro una in cui i giocatori competono in una serie di partite l'una contro l'altra.
Questa modalità include un esclusivo potenziamento dello specchio, che devia i colpi del rivale contro di lui - insieme ad altri oggetti da usare nel campo di gioco e ai nemici regolari del gioco principale.

## Sviluppo
Durante una convention di gioco, Atari ha tenuto una conferenza con potenziali sviluppatori per l'Atari Jaguar durante la quale hanno elencato i giochi arcade che stavano considerando di aver convertito in Jaguar, chiedendo agli sviluppatori di alzare la mano su quelli con i quali volevano lavorare. Jeff Minter si è offerto volontario per realizzare Tempest in quanto era uno dei suoi giochi preferiti. Alla festa di lancio della Jaguar a New York, il creatore di Atari Jaguar prese Minter da parte e gli disse che riteneva che Tempest 2000 fosse una scarsa dimostrazione delle capacità della Jaguar. Sebbene scoraggiato, Minter continuò a lavorare sul gioco fino a quando non terminò il lavoro, valutando l'hardware di Jaguar come facile da sviluppare. Tempest 2000 è stato sviluppato in Galles. Carrie Tahquechi - moglie dell'ex produttore di Atari: Ted Tahquechi - ha svolto il lavoro di doppiatore nel gioco.

## Accoglienza
La critica più comune con la versione Jaguar di Tempest 2000 è stata la mancanza di un controller rotativo simile al controller sulla macchina arcade Tempest. In effetti, il gioco è stato programmato con un'opzione per usare proprio un controller del genere, nonostante Atari non ne abbia mai distribuito uno. Un tale controller era progettato per lo sviluppo e la pubblicazione da parte di Atari, ma non esistono prototipi. Tuttavia, esistono diverse opzioni homebrew utilizzando parti di un controller Jaguar e un controller di guida Atari 2600 o nuovi encoder rotativi di alta precisione. Quello utilizzato da Jeff Minter durante i test è stato realizzato da un controller di guida 2600 compromesso.